# Энергия, секс, самоубийство. Митохондрии и смысл жизни
«Энергия, секс, самоубийство. Митохондрии и смысл жизни» — научно-популярная книга Ника Лейна.

## Отзывы и рецензии
Рецензия Александра Балакирева, эксперта Всенауки, кандидата биологических наук:
Это относительно небольшая книга, в которой автор рассматривает достаточно узкую тему энергетики клетки. И название её говорит само за себя: в книге и правда повествуется про энергию, секс и самоубийство, пусть и на клеточном уровне (апоптоз). А ещё он рассказывает о происхождении многоклеточности и двуполости, о старении и смерти.